# Giulio Bevilacqua
Giulio Bevilacqua, italijanski rimskokatoliški duhovnik, škof in kardinal, * 14. november 1881, Isola della Scola, † 6. maj 1965.

## Življenjepis
13. junija 1908 je prejel duhovniško posvečenje.
15. februarja 1965 je bil imenovan za nadškofa (osebni naziv), za pomožnega škofa Brescie in za naslovnega nadškofa Gaudiabe; 18. februarja istega leta je prejel škofovsko posvečenje.
22. februarja 1965 je bil povzdignjen v kardinala in imenovan za kardinal-diakona S. Girolamo della Carità.